# Sin ti (álbum)
Sin Ti era el nombre del que iba a ser el segundo álbum de estudio de la cantautora española Paula Rojo. Iba a ser lanzado al mercado por Universal Music Spain en otoño de 2014, tras su larga gira por toda España. Sin embargo, su lanzamiento terminó siendo cancelado.
La edición estándar iba a incluir 14 temas escritos por ella misma, que abarcaban géneros musicales como el pop y el country. El primer sencillo de este álbum se iba a titular 'Porqué', e iba a ser lanzado en el mes de septiembre de 2014.

## Lista de canciones (Edición estándar)
1. «Gracias»
2. «Café con helado»
3. «Compuesto por mí»
4. «Olvidarte» feat. Melendi
5. «Cantando a la libertad»
6. «Saber» feat. David Bisbal
7. «Sin ti»
8. «Forever»
9. «Érase un sueño»
10. «Nada más»
11. «Un largo viaje» feat. Malú
12. «Respiro»
13. «Sabor amargo» feat. Cali y el Dandee
14. «Lo que hice mal»

- Datos: Q16631987